# شاهزاده عمر (ابن عثمان الثاني)
شاهزاده عمر (بالتركية: Şehzade Ömer) هو ابن السلطان العثماني السادس عشر، السلطان عثمان الثاني الذي تم اغتياله من طرف الجنود الانكشاريين بعد حدوث ثورة داخلية.

## ولادته
ولد بإسطنبول

## نسبه
هو عمر بن عثمان الثاني بن أحمد الأول بن محمد الثالث بن مراد الثالث بن سليم الثاني بن سليمان القانوني بن سليم الأول بن بايزيد الثاني بن محمد الفاتح بن مراد الثاني بن محمد الأول جلبي بن بايزيد الأول بنمراد الأول بن أورخان غازي بن عثمان بن أرطغل

## وفاته
توفي مقتولا بإسطنبول عندما تم اعتقال والده من قبل باشوات الانكشاريين وهو بعمر السنتين